# 天坂裕也
天坂 裕也（てんさか ゆうや、1989年12月1日 - ）は、日本のラグビー選手。

## プロフィール
- 新潟県新発田市出身。
- ポジションはウィング(WTB)。
- 身長 173cm、体重 82kg
- ニックネームはテン。

## 来歴
2008年、東農大二高校卒業後、東海大学に入学する。
2011年、東海大学体育会ラグビーフットボール部のBKリーダーに就任した。
2012年、東海大学卒業後、クボタスピアーズに加入。
2017年、クボタスピアーズを退団した。